# Cầu dẫn nước Les Ferreres

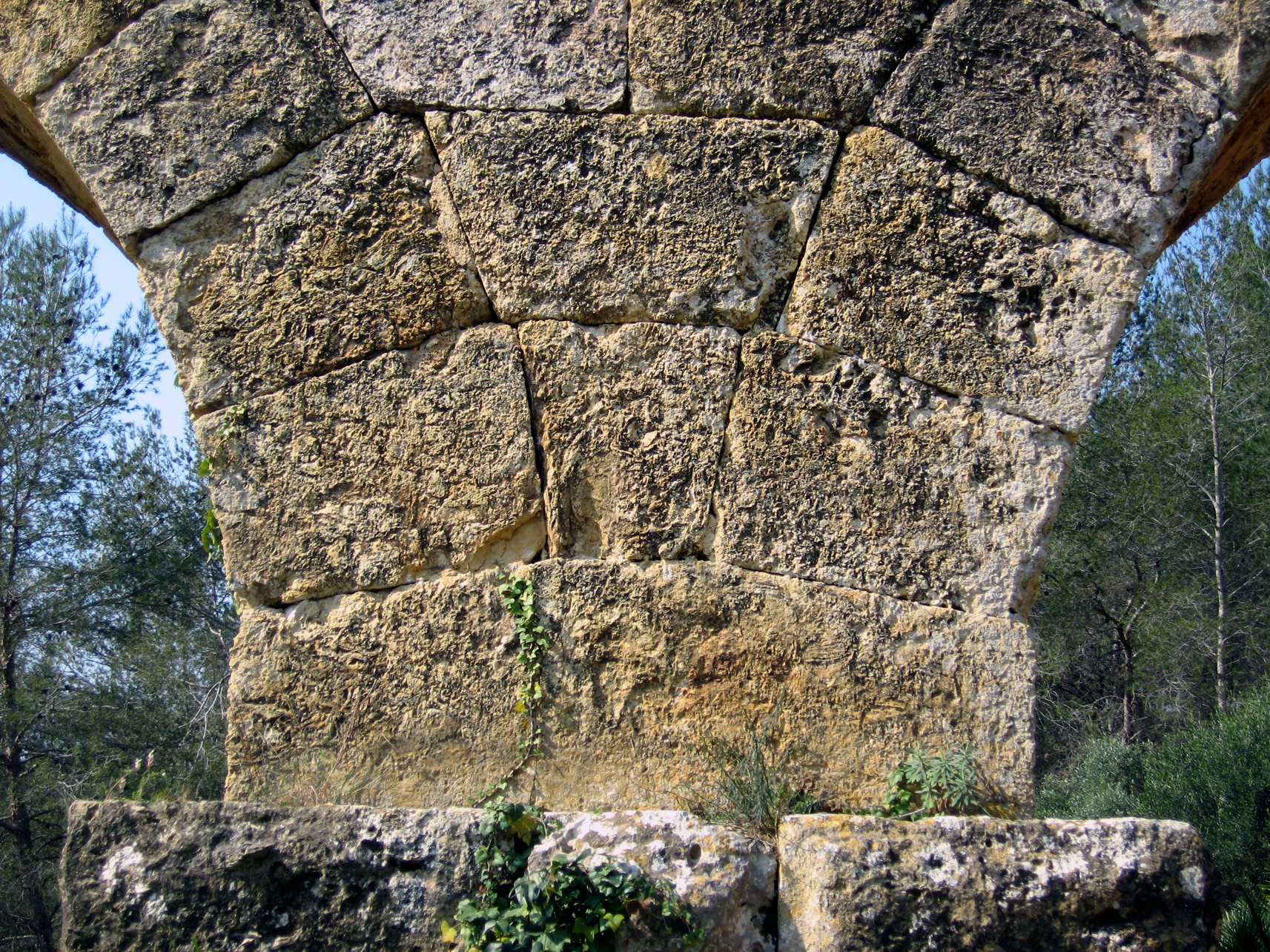
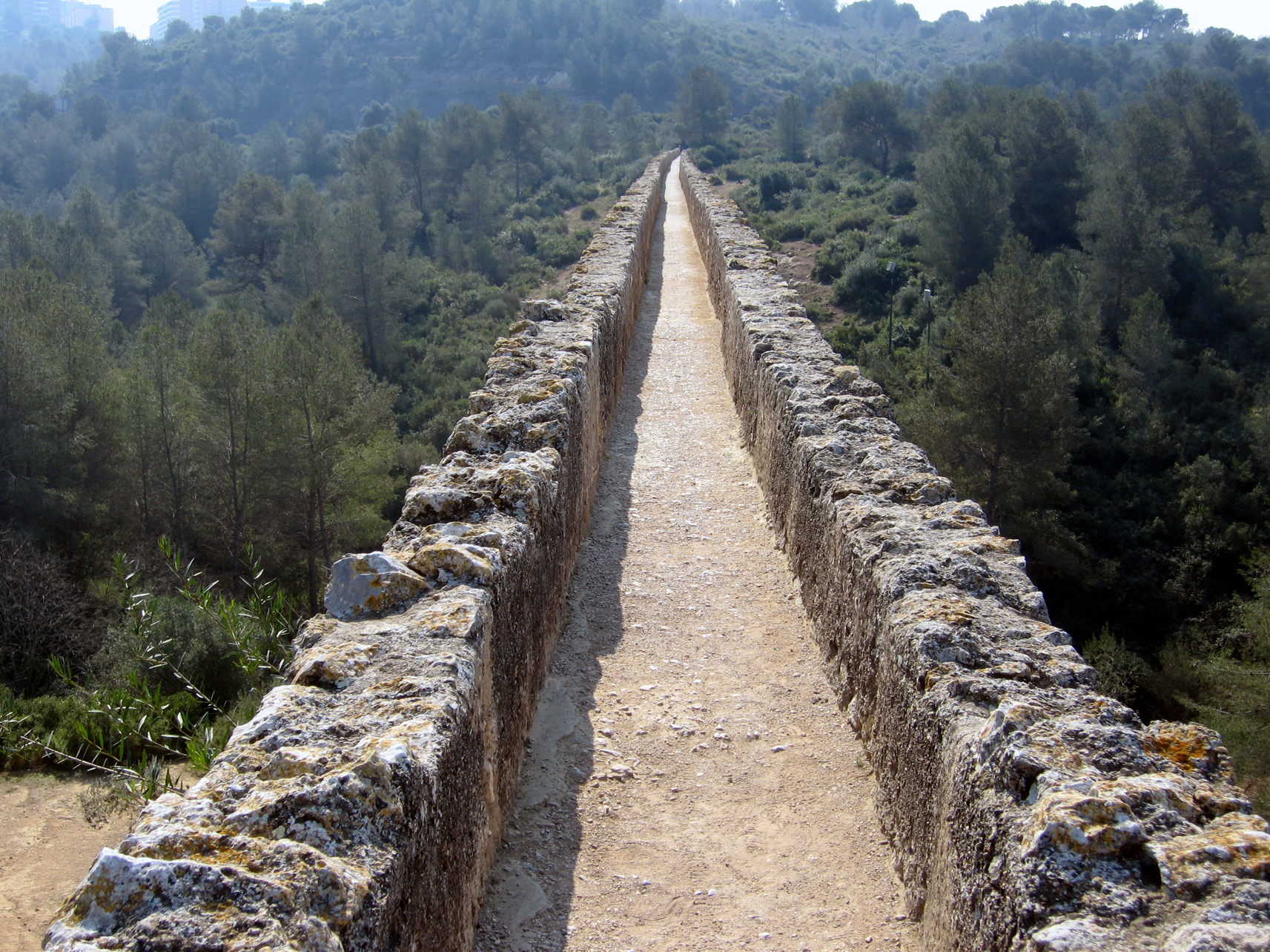
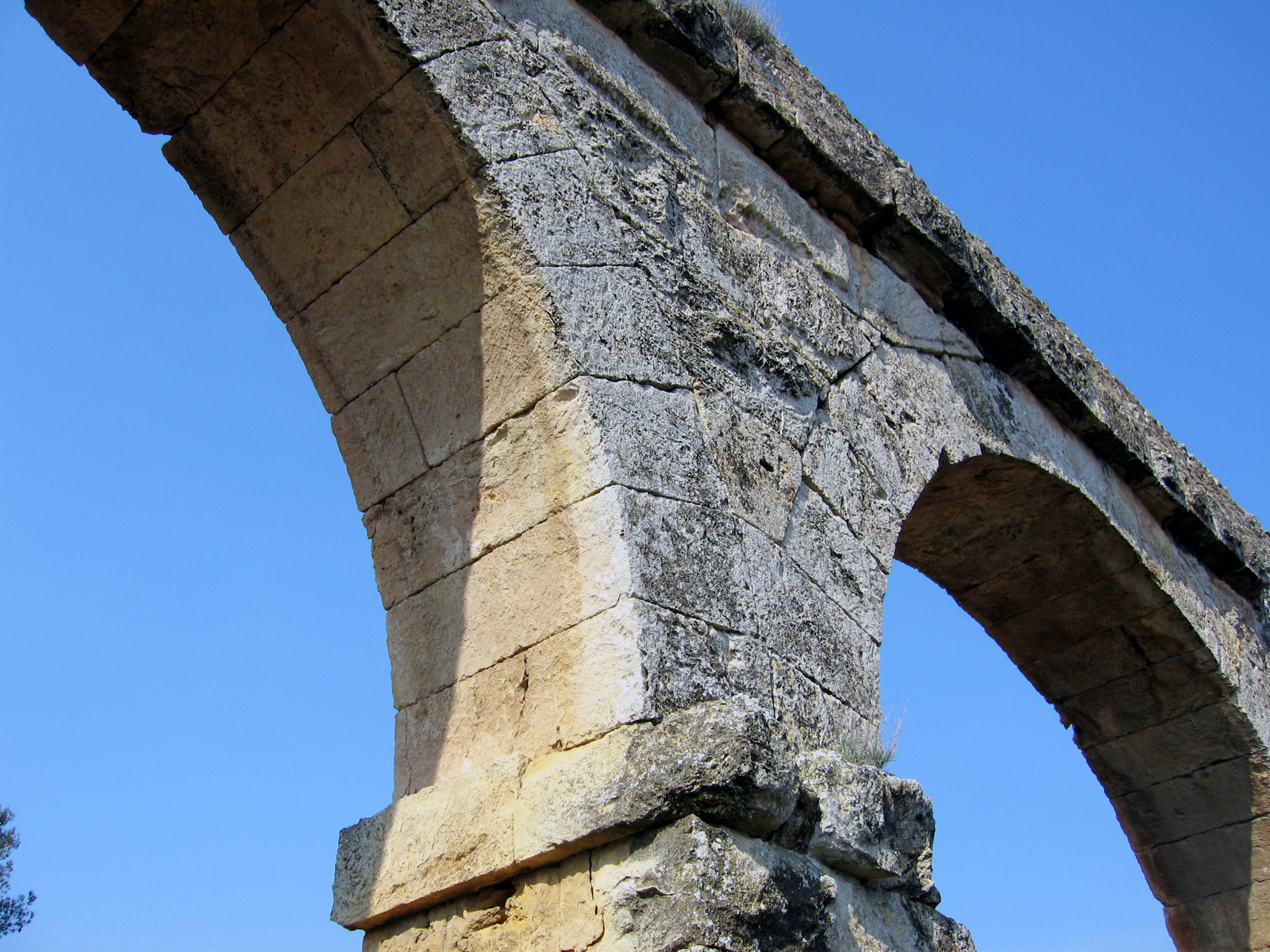
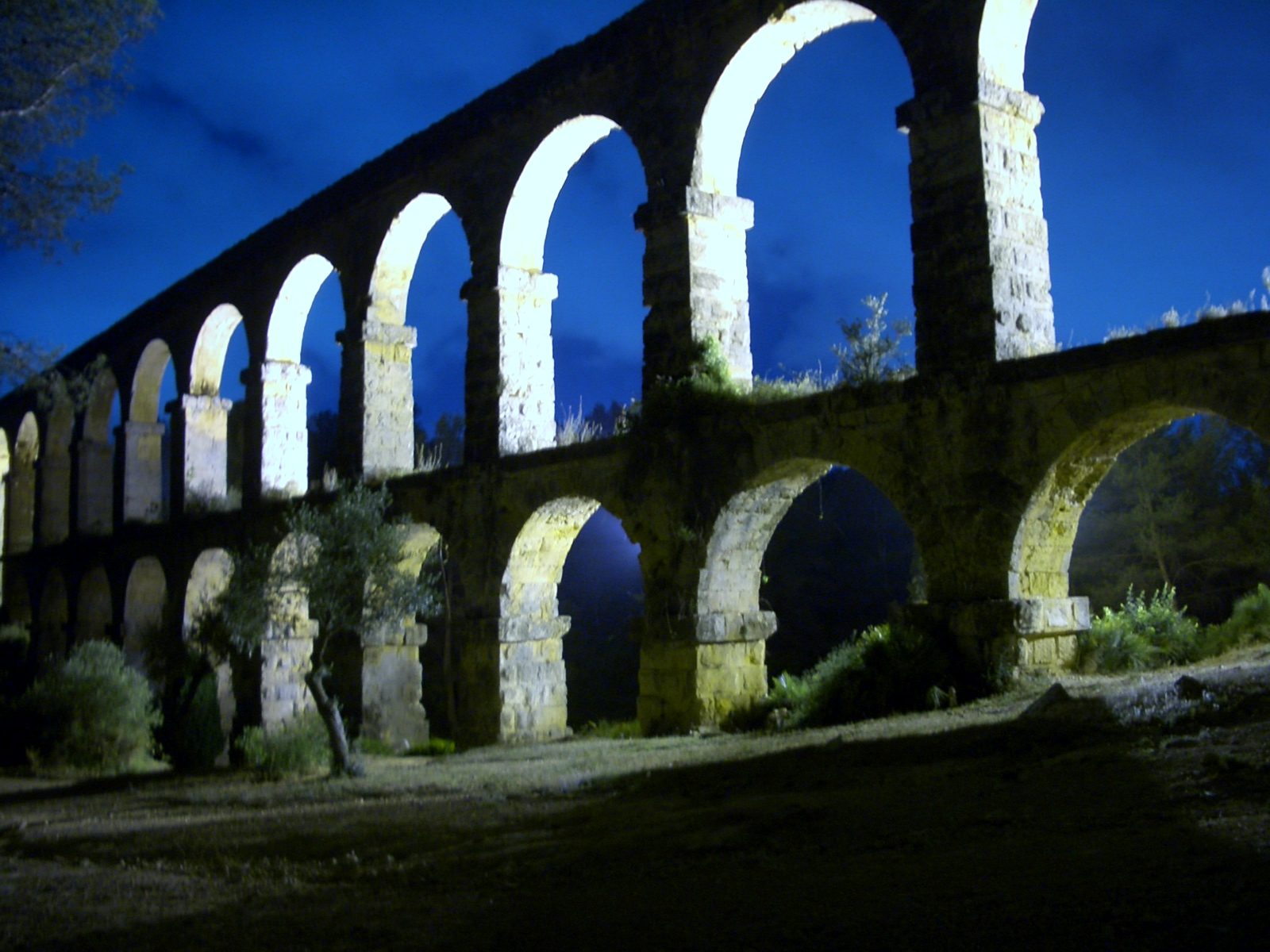

Les Ferreres Aqueduct (tiếng Catalunya: Aqüeducte de les Ferreres), còn gọi Pont del Diable ([ˈpɔn(d) dəl diˈabːlə], tiếng Anh: Devil's Bridge), là cây cầu cổ, một phần của cầu máng La Mã được xây dựng để cung cấp nước cho thành phố cổ Tarraco, ngày nay là Tarragona, Catalonia, Tây Ban Nha. Cầu nằm cách 4 km về phía bắc thành phố và là một phần của quần thể khảo cổ học Tarraco (được UNESCO công nhận là Di sản thế giới vào năm 2000).